# مشاور (پزشکی)
در برخی از کشورها مشاور یا کانسالتنت (Consultant) عنوان یک پزشک یا جراح ارشد بیمارستانی است که تمام دوره‌های آموزشی تخصصی خود را تکمیل کرده و به سایر همکاران خود در بخش‌های عمومی یا دیگر بخش‌های تخصصی مشاوره تخصص خویش را ارائه می‌دهند. نقش آن‌ها کاملاً از نقش پزشکان عمومی متمایز است. هدف اولیه یک مشاور استفاده از دانش و مهارت تخصصی برای تشخیص و درمان بیماران و در عین حال حفظ مسئولیت نهایی بالینی برای مراقبت از آن‌ها است.
در دوره دستیاری پزشکی (تخصص) نیز عنوان دستیار مشاور یا کانسالتنت رزیدنت (Consultant resident) به دستیاری گفته می‌شود که به مشاوره پزشکی در رشته تخصصی خود به سایر تخصص‌ها می‌پردازد.